# Simone Inguanez
Simone Inguanez ( Cospicua, 3 de diciembre de 1971) es una escritora y poetisa de Malta, que escribe sus poemas en lengua maltesa. La mayor de tres hermanos, después de haber pasado los primeros años de su vida viviendo en Cospicua, más tarde se trasladó con su familia a Santa Llúcija . Hoy Simone vive en il- Kalkara (el horno ).
Se graduó en derecho, y psicología forense, en la Universidad de Malta.
En 2005 publicó su libro, Ftit Mara, Ftit Tifla (Mujeres, Nena ). Simone forma parte de varios grupos y asociaciones literarias y es un nombre bien conocido en el campo literario.

## Obras
- Water, Earth, Fire and I, 2005
- Ftit Mara, Ftit Tifla, 2005